# Inondations européennes de 2013
Les inondations européennes de 2013 se sont déroulées dans les derniers jours de mai et les premiers jours de juin 2013 en Europe centrale, à la suite d'un épisode de fortes précipitations  qui serait liées à un medicane ayant suivi la trajectoire Vb de Wilhelm Jacob van Bebber comme expliqué dans l'article Dépression du golfe de Gênes. Elles concernent principalement le sud-est de l'Allemagne (les Länder de Thuringe, Saxe, Saxe-Anhalt, Basse-Saxe, Bavière et Bade-Wurtemberg), l'ouest de la République tchèque (Bohême) et l'Autriche ; dans une moindre mesure, la Croatie, Serbie (Voïvodine), Suisse, la Slovaquie et la  Hongrie sont elles aussi affectées,.

## Notes et références

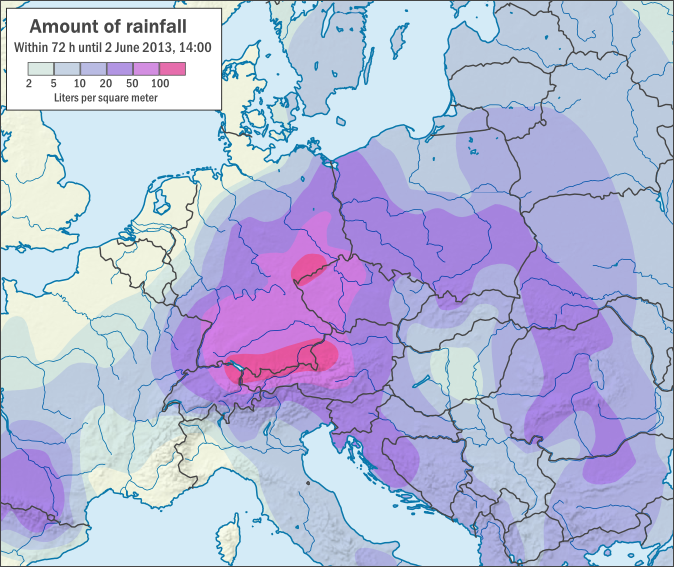
Carte montrant la quantité de pluie tombée en Europe centrale le 2 juin 2013.